# Pherbellia knutsoni
Pherbellia knutsoni är en tvåvingeart som beskrevs av Verbeke 1967. Pherbellia knutsoni ingår i släktet Pherbellia och familjen kärrflugor. Inga underarter finns listade i Catalogue of Life.